# Anserinae
Anserinae är en underfamilj i familjen änder. Den består av släktgrupperna svanar (Cygnini), gäss (Anserini) och Cereopsini.
- Släktgruppen svanar (Cygnini):
  - Släktet Cygnus:
    - Knölsvan (Cygnus olor)
    - Svart svan (Cygnus atratus)
    - Svarthalsad svan (Cygnus melanocorypha)
    - Trumpetarsvan (Cygnus buccinator)
    - Sångsvan (Cygnus cygnus)
    - Mindre sångsvan (Cygnus columbianus)

  - Släktet Coscoroba
    - Coscorobasvan Coscoroba coscoroba
- Släktgruppen gäss (Anserini)
  - Släktet Anser
    - Svangås (Anser cygnoides)
    - Skogsgås (Anser fabalis)
    - Spetsbergsgås (Anser brachyrhynchus)
    - Tundragås (Anser serrirostris)
    - Bläsgås (Anser albifrons)
    - Fjällgås (Anser erythropus)
    - Grågås (Anser anser)
    - Stripgås (Anser indicus)
    - Snögås (Anser caerulescens)
    - Dvärgsnögås (Anser rossii)
    - Kejsargås (Anser canagica)

  - Släktet Branta
    - Hawaiigås (Branta sandvicensis)
    - Kanadagås (Branta canadensis)
    - Polargås (Branta hutchinsii)
    - Vitkindad gås (Branta leucopsis)
    - Prutgås (Branta bernicla)
    - Rödhalsad gås (Branta ruficollis)
- Släktgruppen Cereopsini
  - Släktet Cereopsis
    - Hönsgås (Cereopsis novaehollandiae)